# Чемпионат Албании по волейболу среди мужчин
Чемпионат Албании по волейболу среди мужчин — ежегодное соревнование мужских волейбольных команд Албании. Проводится с 1946 года.
Соревнования проходят в двух дивизионах — А1 и А2. Организатором чемпионатов является Албанская федерация волейбола.

## Формула соревнований (дивизион А1)
Чемпионат в дивизионе А1 в сезоне 2024/25 проводился в два этапа — предварительный и плей-офф. На предварительном этапе команды играли в два круга. 6 лучших вышли в плей-офф (1-я и 2-я — напрямую в полуфинал) и далее по системе с выбыванием определили двух финалистов, которые разыграли первенство. Серии матчей проводились до двух (в четвертьфинале и полуфинале) и до трёх (в финале) побед одного из соперников.
За победу со счётом 3:0 и 3:1 команды получают 3 очка, 3:2 — 2 очка, за поражение со счётом 2:3 — 1 очко, 0:3 и 1:3 — 0 очков.
В чемпионате 2024/25 в дивизионе А1 играли 7 команд: «Партизани» (Тирана), «Скендербеу» (Корча), «Тирана», «Студенти» (Тирана), «Теута» (Дуррес), «Влазния» (Шкодер), «Эльбасани» (Эльбасан). Чемпионский титул выиграл «Партизани», победивший в финале «Скендербеу» 3-0 (3:0, 3:1, 3:0). 3-е место заняла «Тирана».

## Чемпионы
| - 1946 «Дуррес» - 1947 «17 Нентори» Тирана - 1948 «17 Нентори» Тирана - 1949 «17 Нентори» Тирана - 1950 «Партизани» Тирана - 1951 «Пуна» Дуррес - 1952 «Партизани» Тирана - 1953 «Партизани» Тирана - 1954 «Партизани» Тирана - 1955 «Партизани» Тирана - 1956 «Динамо» Тирана - 1957 «Спартаку» Тирана - 1958 «Партизани» Тирана - 1959 «Партизани» Тирана - 1960 «Партизани» Тирана - 1961 «Партизани» Тирана - 1962 «Партизани» Тирана - 1963 «Локомотива» Дуррес - 1964 «Динамо» Тирана - 1965 «Динамо» Тирана - 1966 «Динамо» Тирана - 1967 «Динамо» Тирана - 1968 переход на систему розыгрыша осень-весна - 1969 «Динамо» Тирана - 1970 «Динамо» Тирана - 1971 «Динамо» Тирана - 1972 «Динамо» Тирана - 1973 «Партизани» Тирана - 1974 «Динамо» Тирана - 1975 «Динамо» Тирана - 1976 «Партизани» Тирана - 1977 «Динамо» Тирана - 1978 «Динамо» Тирана - 1979 «Динамо» Тирана - 1980 «Динамо» Тирана - 1981 «Партизани» Тирана - 1982 «Динамо» Тирана - 1983 «Динамо» Тирана - 1984 «Динамо» Тирана - 1985 «Динамо» Тирана | - 1986 «Динамо» Тирана - 1987 «17 Нентори» Тирана - 1988 «17 Нентори» Тирана - 1989 «Динамо» Тирана - 1990 «Динамо» Тирана - 1991 «Динамо» Тирана - 1992 «Тирана» - 1993 «Тирана» - 1994 «Тирана» - 1995 «Студенти» Тирана - 1996 «Олимпик» Тирана - 1997 «Эрзени» Шияк - 1998 «Эрзени» Шияк - 1999 «Эрзени» Шияк - 2000 «Студенти» Тирана - 2001 «Теута» Дуррес - 2002 «Студенти» Тирана - 2003 «Студенти» Тирана - 2004 «Студенти» Тирана - 2005 «Студенти» Тирана - 2006 «Динамо» Тирана - 2007 «Студенти» Тирана - 2008 «Студенти» Тирана - 2009 «Студенти» Тирана - 2010 «Студенти» Тирана - 2011 «Теута» Дуррес - 2012 «Студенти» Тирана - 2013 «Теута» Дуррес - 2014 «Студенти» Тирана - 2015 «Студенти» Тирана - 2016 «Студенти» Тирана - 2017 «Влазния» Шкодер - 2018 «Эрзени» Шияк - 2019 «Партизани» Тирана - 2020 Чемпионат не завершён. Итоги не подведены - 2021 «Партизани» Тирана - 2022 «Тирана» - 2023 «Тирана» - 2024 «Партизани» Тирана - 2025 «Партизани» Тирана |